# Historia de la teoría de la gravitación
En física, las teorías de la gravitación postulan mecanismos de interacción que gobiernan los movimientos de los cuerpos con masa. Ha habido numerosas teorías de la gravitación desde la antigüedad. Las primeras fuentes existentes que discuten tales teorías se encuentran en la filosofía griega antigua. Este trabajo fue promovido durante la Edad Media por científicos indios, islámicos y europeos, antes de obtener grandes avances durante el Renacimiento y la Revolución Científica, que culminó con la formulación de la ley de gravitación universal de Isaac Newton. Esto fue reemplazado por la teoría de la relatividad de Albert Einstein a principios del siglo XX.
El filósofo griego Aristóteles (fl. siglo 4 a. C.) creía que los objetos tienden hacia un "lugar natural" debido a su gravedad o pesadez interna a ellos. Vitruvio (fl. siglo 1 a. C.) entendió que los objetos caen en función de su gravedad específica. En el siglo VI d. C., el erudito bizantino alejandrino Juan Filópono modificó el concepto aristotélico de la gravedad con la teoría del ímpetu. En el siglo VII, el astrónomo indio Brahmagupta habló de la gravedad como una fuerza de atracción. En el siglo XIV, los filósofos europeos Jean Buridan y Alberto de Sajonia —influenciados por ciertos eruditos islámicos — desarrollaron la teoría del ímpetu y la relacionaron con la aceleración y la masa de los objetos. Albert también desarrolló una ley de proporción sobre la relación entre la velocidad de un objeto en caída libre y el tiempo transcurrido.
A principios del siglo XVII, Galileo Galilei descubrió que todos los objetos tienden a acelerarse por igual en caída libre. En 1632, presentó el principio básico de la relatividad. La existencia de la constante gravitacional fue explorada por varios investigadores desde mediados del siglo XVII, lo que ayudó a Isaac Newton a formular su ley de gravitación universal. 
La mecánica clásica de Newton fue reemplazada a principios del siglo XX, cuando Einstein desarrolló las teorías especial y general de la relatividad. La existencia de una partícula hipotética de la fuerza de la gravedad sigue siendo un caso de la búsqueda de una teoría del todo, es una de varios modelos candidatos de gravedad cuántica.

## Antigüedad

### Antigüedad clásica

#### Heráclito, Anaxágoras, Leucipo y Demócrito

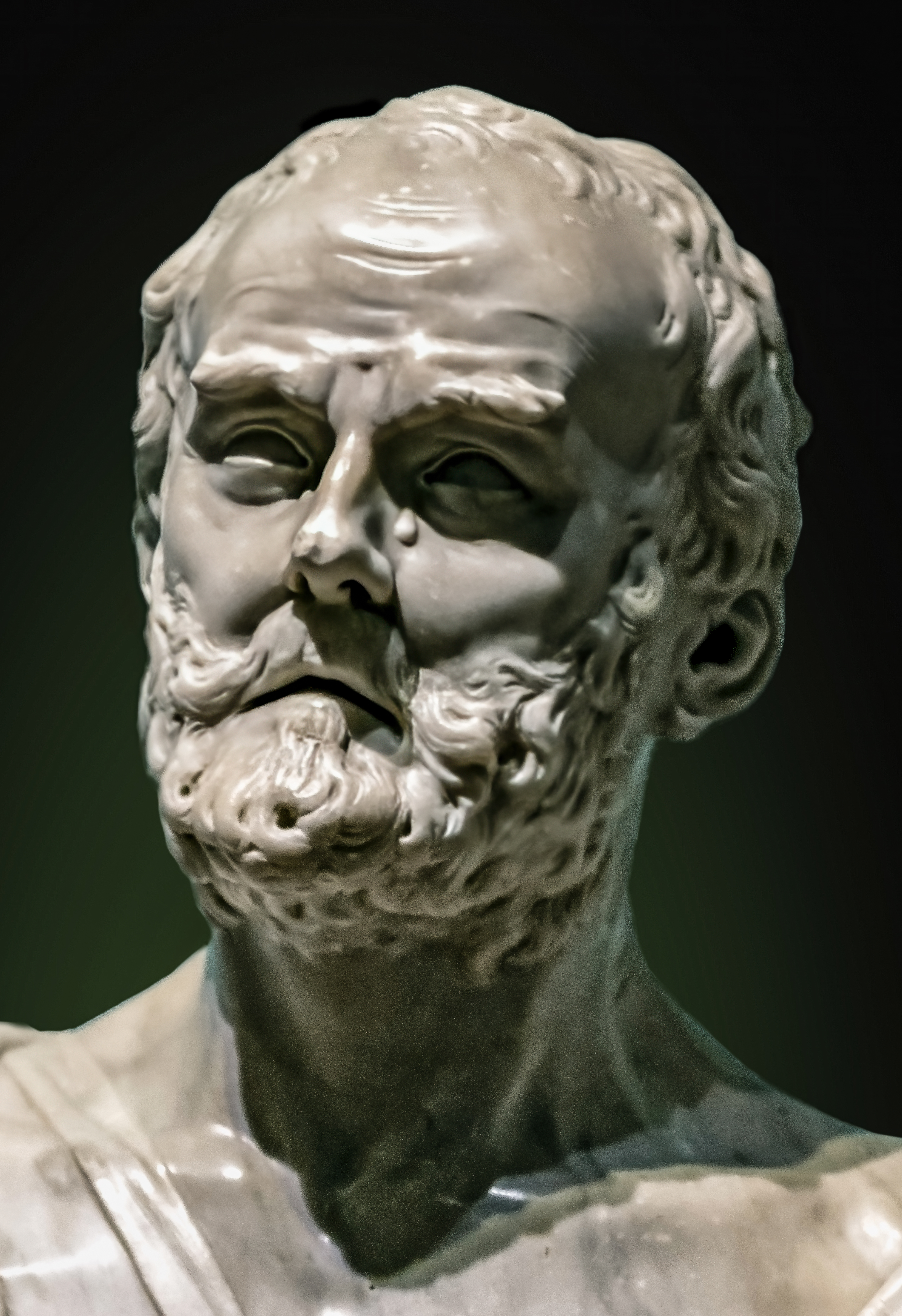
Heráclito.

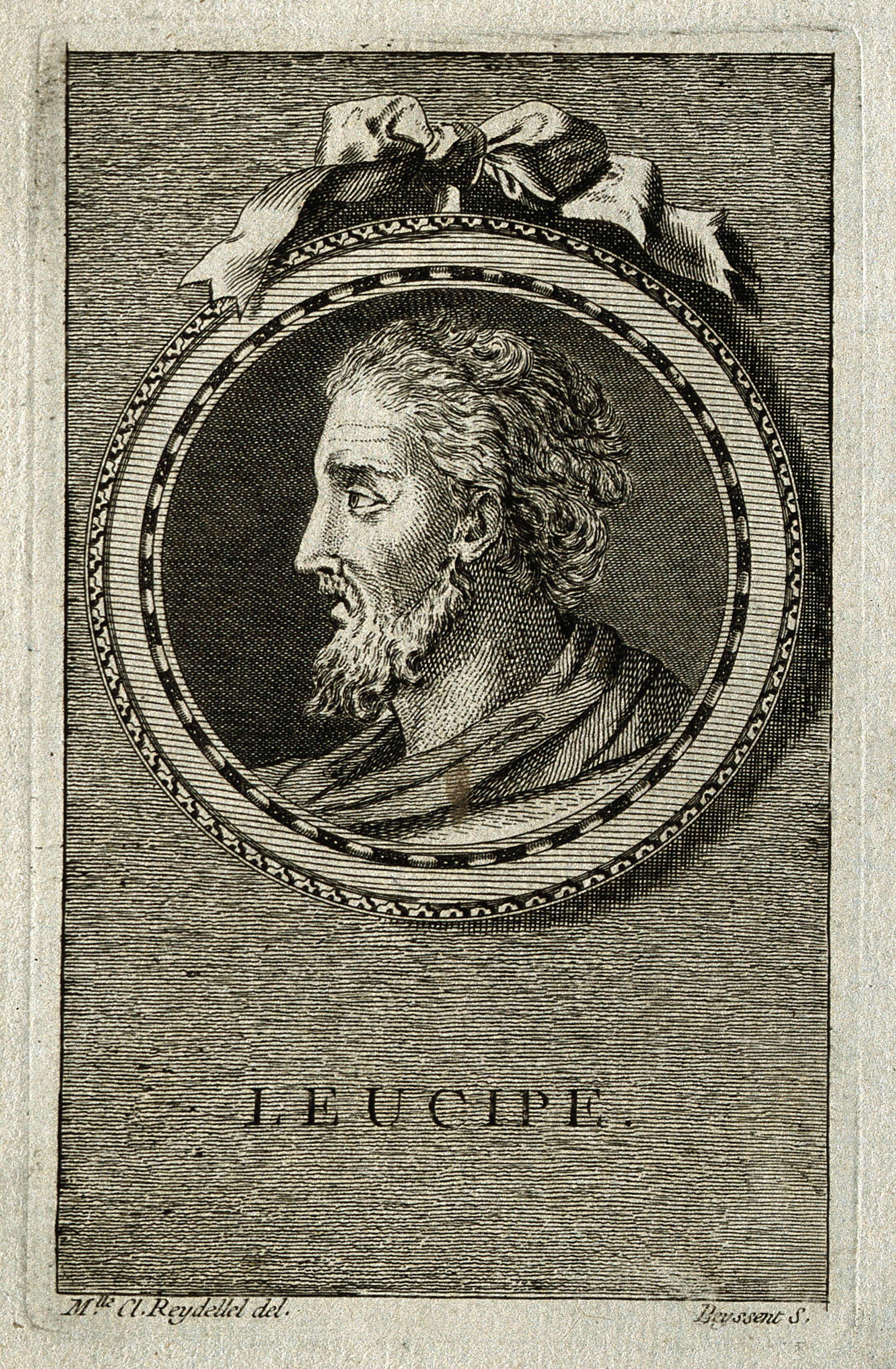
Leucipo de Mileto.

El filósofo griego jónico Heráclito (c. 535
 – c. 475 a. C.
) usó la palabra logos ('razón', 'palabra' o 'discurso') para describir un tipo de ley que rige y mantiene el cosmos en armonía, moviendo todos los objetos, incluidas las estrellas, los vientos y las olas. Anaxágoras (c. 500
 – c. 428 a. C.
), otro filósofo jónico, introdujo el concepto de "inteligencia" o nous(mente cósmica) como fuerza ordenadora.
En las obras cosmogónicas del filósofo griego Empédocles (c. 494 – c. 434/443 a. C.) se distinguían dos fuerzas cósmicas fundamentales y opuestas, la "atracción" y la "repulsión"; que Empédocles personificó como "Amor" y "Discordia" (Philotes y Neikos).
Los antiguos atomistas Leucipo (siglo V a. C.) y  Demócrito (c. 460 a. C.-c. 370 a. C.) propusieron que el cosmos se creó cuando un gran grupo de átomos se juntaron y se arremolinaron como un vórtice (dine). Los átomos más pequeños se convirtieron en los cuerpos celestes del cosmos. Los átomos más grandes del centro se unieron como una membrana a partir de la cual se formó la Tierra.

#### Aristóteles

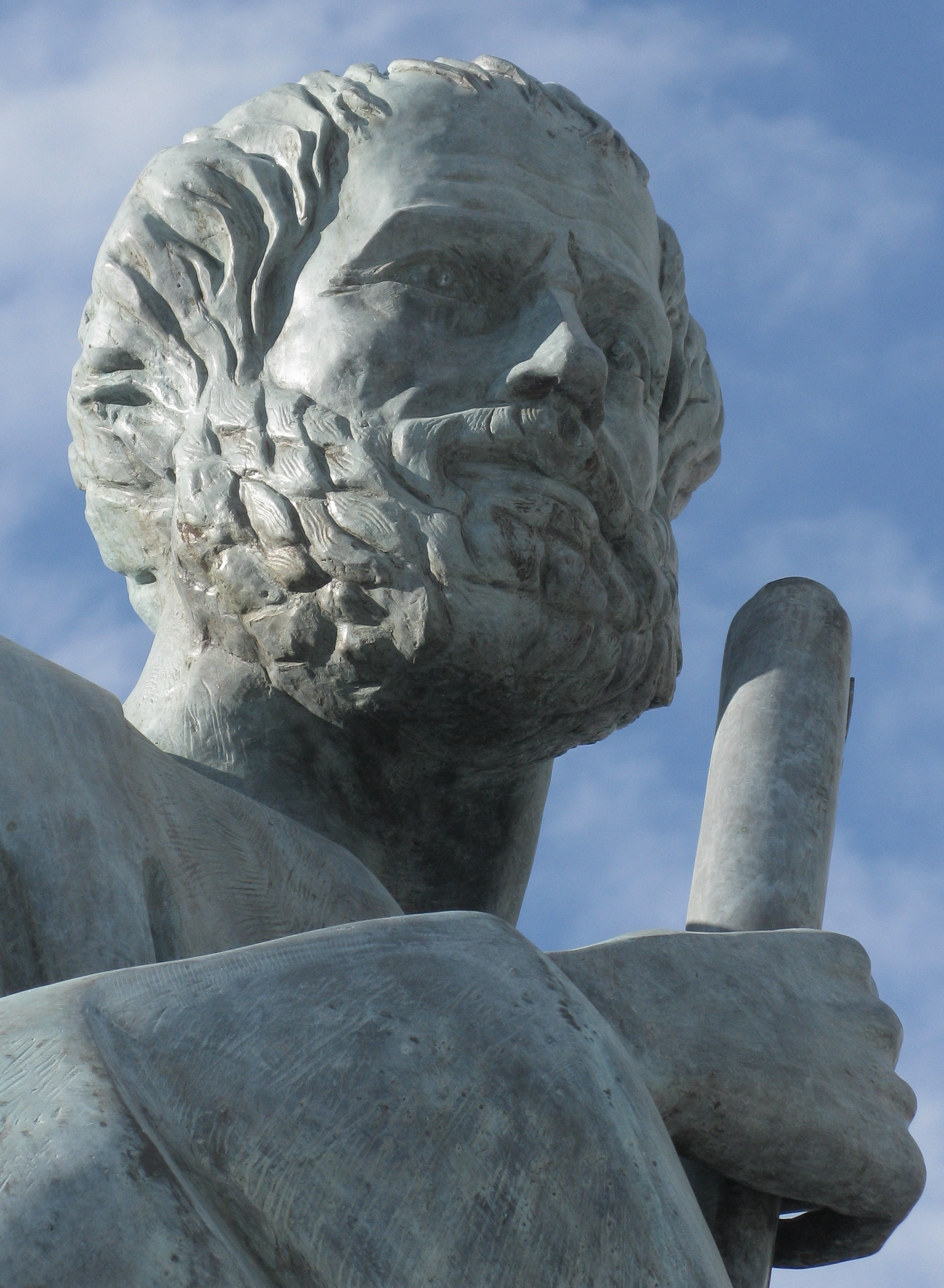
Aristóteles.

En el siglo IV a. C., el filósofo griego Aristóteles enseñó que no hay efecto ni movimiento sin causa. La causa del movimiento natural descendente de los cuerpos pesados del mundo sublunar, como el elemento tierra y el agua, estaba relacionada con su naturaleza (gravedad, βαρύς), lo que hacía que se movieran hacia abajo, hacia el centro del universo (geocéntrico). Por esta razón, Aristóteles sostuvo una Tierra esférica, ya que "cada porción de tierra tiene peso hasta que llega al centro, y el empuje de partes mayores y menores no produciría una superficie ondulada, sino más bien compresión y convergencia de parte y parte hasta alcanzar el centro". Por otro lado, los cuerpos ligeros, como el elemento fuego, eran movidos por su naturaleza (levedad, κοῦφος) hacia arriba, hacia la esfera celeste del mundo supralunar (la Luna, el Sol y los planetas).  Los objetos astronómicos del mundo supralunar cercanos a las estrellas fijas están compuestos de éter, un elemento imperecedero que no está sujetos a generación y corrupción y se mueve de forma natural e infinita siguiendo un complejo movimiento circular. Más allá de ellos está el primer motor inmóvil, la causa final de todo movimiento en el cosmos.

Las leyes del movimiento de Aristóteles. En su Física afirma que los objetos caen con una velocidad proporcional a su peso e inversamente proporcional a la densidad del fluido en el que están sumergidos. Esta es una aproximación correcta para los objetos en el campo gravitatorio de la Tierra que se mueven en el aire o el agua.

Aristóteles "creía además que los objetos caen a una velocidad proporcional a su peso". Declaró que los objetos pesados (tierra, por ejemplo) requieren más fuerza para hacerlos moverse; y los objetos empujados con mayor fuerza se mueven más rápido:

Vemos que un mismo peso y cuerpo se desplaza más rápidamente que otro por dos razones: o porque es diferente aquello a través de lo cual pasa (como el pasar a través del agua o la tierra o el aire), o porque el cuerpo que se desplaza difiere de otro por el exceso de peso o ligereza, aunque los otros factores sean los mismos.

El astrofísico Carlo Rovelli señala que esta aproximación es correcta para objetos en el campo gravitacional de la Tierra moviéndose en aire o agua, aunque se sabe que sus teorías físicas están erradas, ya que dos objetos de distintas masa caen a velocidades similares (ver la experimento de la Torre Inclinada de Pisa de Galileo). En consecuencia se supone que Aristóteles no basó su teoría de la gravedad en experimentos. Rovelli cree que la ausencia de experimentos "no debe confundirse con la falta de observación", ya que la física aristotélica "se basa en observaciones precisas, como su biología". J. F. Donoghue y B. R. Holstein (1987) descubrieron que "en la teoría cuántica de campos de temperatura finita han revelado que a T > 0 los objetos más pesados y/o más fríos en realidad caen más rápido que sus contrapartes más ligeras y/o más cálidas".

Aristóteles tiene una idea de que las cosas se vuelven más rápidas y más lentas, pero carece de los recursos adecuados para caracterizar la aceleración continua. Este fue un tema muy considerado en la física medieval, pero fue el triunfo de Galileo entender primero empíricamente (con los experimentos inclinados), luego conceptualmente, la importancia central de la aceleración, abriendo el camino al mayor logro de Newton sobre el cual se basa la física moderna. construido: la ley principal del movimiento F = ma.

El filósofo argumentó en su Física y Metafísica a favor de la idea de varios "motores inmóviles" situados en varias "esferas celestes" que producen el movimiento en el mundo, los planetas y las estrellas. A su vez, existe un «primer motor inmóvil»  que es el principio físico de todo cambio en el mundo que acciona la primera esfera celeste y vivía más allá de la esfera de las estrellas fijas. Este ser Aristóteles lo atribuye con «dios» (to theion).

#### Epicuro, Estrato de Lámpsaco y Aristarco de Samos
La filosofía atomista culminó en la escuela epicúrea. Epicuro (341 a. C. - 270 a. C.) consideraba que el peso era una propiedad inherente de los átomos que influye en su movimiento. Estos átomos se mueven hacia abajo en constante caída libre dentro de un vacío infinito sin resistencia a la misma velocidad, independientemente de su masa. Por otro lado, el movimiento ascendente se debe a las colisiones atómicas. Los epicúreos se desviaron de las teorías atomistas más antiguas, como la de Demócrito al proponer la idea de que los átomos pueden desviarse aleatoriamente de su trayectoria.
El físico Estratón de Lámpsaco (c. 340 a. C. - c. 268 a. C.), quien sucedió a Teofrasto, discípulo de Aristóteles, en la dirección de la escuela peripatética, armonizó parte de la física aristotélica con las doctrinas atomistas. Según H. B. Gottschalk, fue “el primer peripatético en hacer uso sistemático del método experimental". En esos dos libros Sobre la ligereza y la pesadez y Sobre el movimiento, Estratón abandonó la doctrina de Aristóteles de los "lugares naturales" a cambio de una visión mecánica. Al igual que los epicúreos, Estratón creía que los cuerpos tienen una tendencia a moverse "hacia abajo" en relación con el resto del mundo por su propio peso y que las leyes físicas que gobiernan la Tierra son las mismas que gobierna el cielo como afirma en su propio tratado Sobre los cielos. El autor griego Estobeo afirma que Estratón explicó el movimiento hacia arriba por referencia a una teoría primitiva de la flotabilidad. Estratón también refutó la creencia aristotélica de que los objetos ganan "peso" a medida que caen.

Si alguien suelta una piedra, u otra cosa que tenga peso, sosteniéndola a un dedo de altura sobre el suelo, ciertamente no hará un impacto visible en el suelo, pero si alguien la suelta sosteniéndola a cien pies de altura o más, tendrá un fuerte impacto. Y no hay otra razón para ese impacto. Porque no tiene mayor peso, ni es impelido por mayor fuerza; pero se mueve más rápido.

El físico e ingeniero romano del siglo I d. C., Herón de Alejandría (c. 10 d. C.- 70 d. C.) pareció adoptar una visión híbrida de las ideas de Aristóteles y Estratón.
El astrónomo griego Aristarco de Samos (c. 310 a. C.- c. 230 a. C.) teorizó la traslación de la Tierra alrededor del Sol en una cosmología heliocéntrica. Seleuco de Seleucia (c. 190 a. C.; fl. c. 150 a. C.) apoyó su cosmología y señaló la relación entre la amplitud de la marea y las fases de la Luna (véase Campo gravitatorio de la Luna).

#### Arquímedes

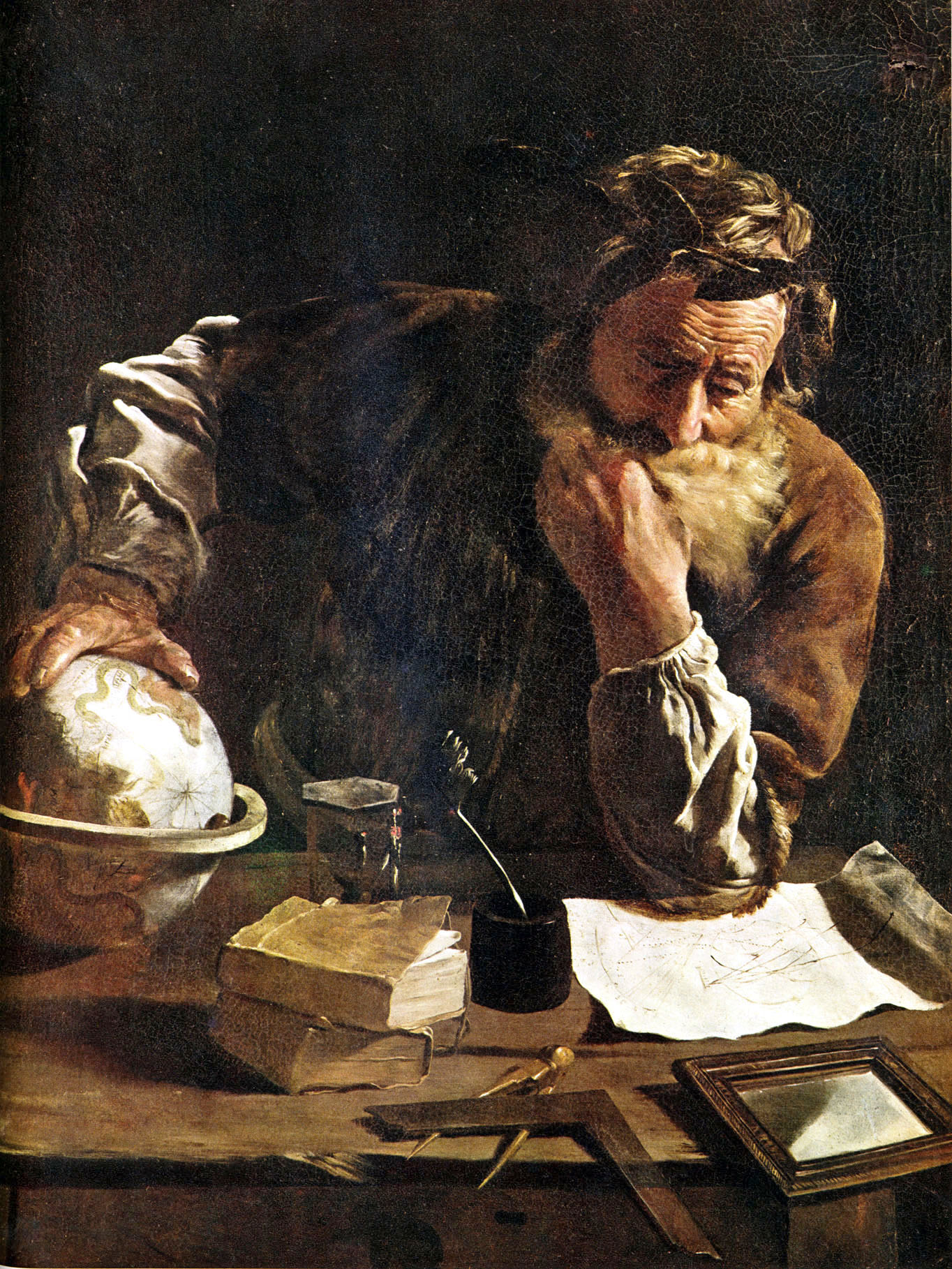
Arquímedes.

El físico griego Arquímedes del siglo III a. C. descubrió el centro de masa de un triángulo. También postuló que si el centro de gravedad de dos pesos iguales no fuera el mismo, estaría ubicado en el medio de la línea que los une. En Sobre los cuerpos flotantes , Arquímedes afirmó que para cualquier objeto sumergido en un fluido existe una fuerza de flotación hacia arriba equivalente al peso del fluido desplazado por el volumen del objeto. Los fluidos descritos por Arquímedes no son autogravitantes, ya que supone que "cualquier fluido en reposo es la superficie de una esfera cuyo centro es el mismo que el de la Tierra" (ver Principio de Arquímedes).

#### Hiparco de Nicea, Lucrecio y Vitruvio
En el siglo II a. C., el astrónomo griego Hiparco de Nicea (c. 190 a. C.- c. 120 a. C.) también rechazó las ideas de Aristóteles sobre el movimiento y siguió a Estratón al adoptar alguna forma de teoría del ímpetu para explicar la gravedad. Simplicio de Cilicia resumió su teoría así:

Hiparco, en su obra titulada Sobre las cosas que se mueven hacia abajo a causa de su pesadez, dice que, en el caso de la tierra arrojada hacia arriba, en el caso de la tierra lanzada hacia arriba, es la fuerza de lanzamiento la causa de su movimiento hacia arriba en tanto que supera el poder de la cosa lanzada, y se mueve hacia arriba más rápido en proporción a la medida en que la supera. Pero cuando disminuye, primero ya no se mueve hacia arriba con tanta rapidez, y luego se mueve hacia abajo [...] [E]n el caso de las cosas que caen desde arriba; porque ellos también retienen por un tiempo el poder de lo que los retuvo, que al contrarrestar [su movimiento] se convierte en la causa del movimiento inicial más lento de la cosa que se deja caer.

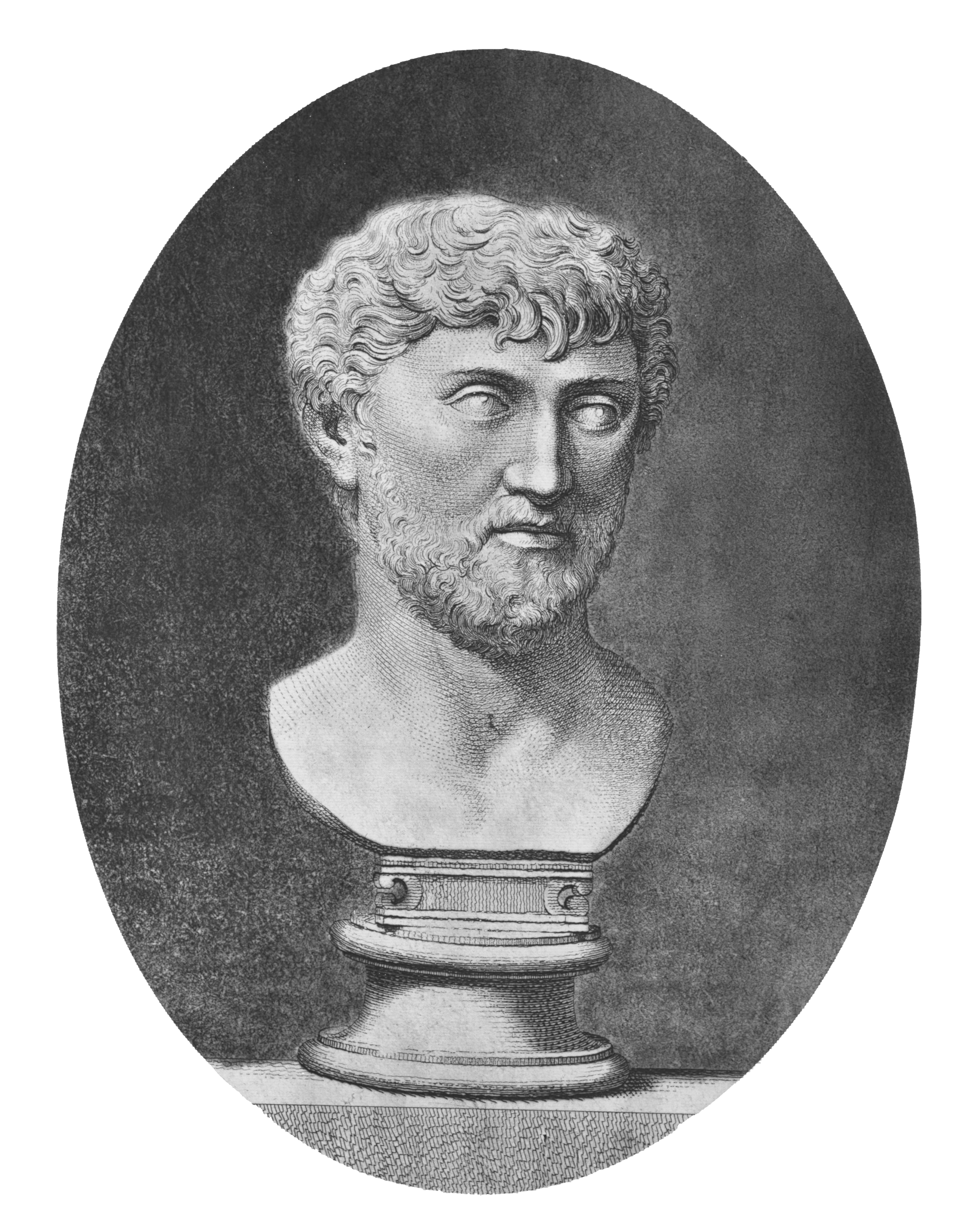
Lucrecio.

En el famoso poema De rerum natura de Lucrecio (c. 99 a. C.- c. 55 a. C.) se declara que los cuerpos con más átomos son más pesados y caen más rápido porque opone menos resistencia el medio por el que fluyen (aire o agua), pero:

Por lo que los principios, desiguales en sus masas, moverse en el vacío deberán todos con igual presteza. No pueden, pues, los cuerpos más pesados caer encima de los más ligeros, ni por sí engendrar choques que varíen sus movimientos, para que por ellos forme los seres la naturaleza.

Esta visión anticipa el principo de inercia y principio de equivalencia débil pero no fue aceptada por otros físicos que no creían en la existencia del vacío (como Aristóteles y los estoicos). El científico romano Galeno (c. 129 d. C -, c. 201/216 d. C) se quejaría de que este debate acerca del movimiento en el vacío estaría inactivo hasta que se demostrase su existencia y pudiera realizar tal experimento.
El ingeniero y arquitecto romano Vitruvio (c. 80 / 70 a. C.-15 a. C.) sostuvo en su De architectura que la gravedad no depende del peso de una sustancia sino de su 'naturaleza' (cf. gravedad específica):

Si se vierte el mercurio en un recipiente y se pone sobre él una piedra que pesa cien libras, la piedra nada en la superficie y no puede hundir el líquido, ni romperlo, ni separarlo. Si le quitamos el peso de cien libras y le ponemos un escrúpulo de oro, no nadará, sino que se hundirá hasta el fondo por sí solo. Por tanto, es innegable que la gravedad de una sustancia no depende de la cantidad de su peso, sino de su naturaleza.

#### Plutarco, Plinio el Viejo y Claudio Ptolomeo

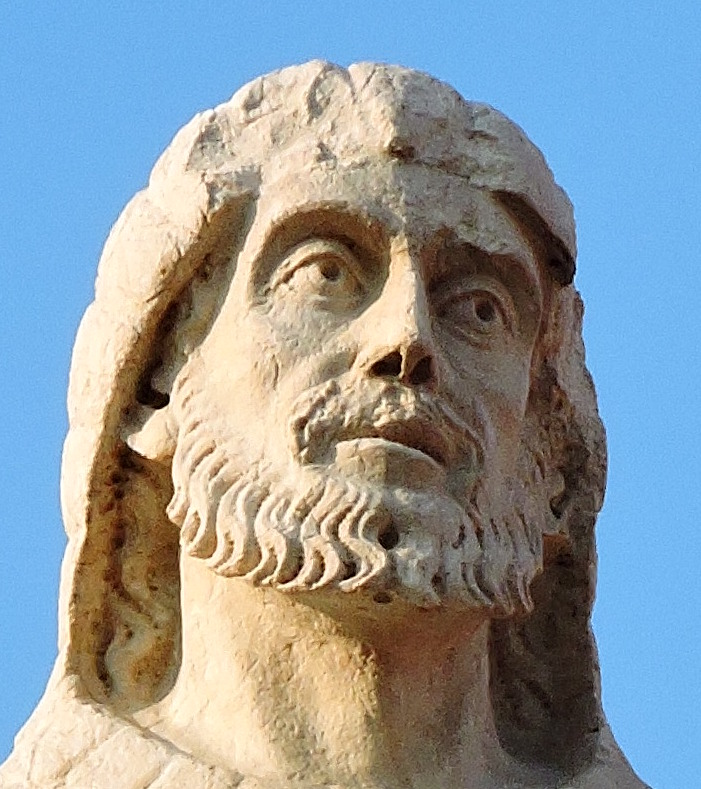
Plinio el Viejo.

El filósofo griego Plutarco (c. 46 – 120 d. C.) sugirió que la atracción gravitacional no era exclusiva de la Tierra. Los efectos gravitacionales de la Luna sobre las mareas fueron notados por Plinio el Viejo (23 d. C. – 79 d. C.) en su Naturalis Historia y Claudio Ptolomeo (100 d. C. - c. 170 d. C.) en su Tetrabiblos describieron también este fenómeno.

### Época bizantina

#### Juan Filópono
En el siglo VI d. C., el erudito bizantino alejandrino Juan Filópono (c. 490 – c. 570) declaró en su comentario sobre la Física de Aristóteles que: “Si uno deja caer simultáneamente desde la misma altura dos cuerpos que difieren mucho en peso, encontrará que la razón de los tiempos de su movimiento no corresponde a la razón de sus pesos, pero la diferencia en el tiempo es muy pequeña". Propuso la teoría del ímpetu, que modifica la teoría de Aristóteles de que "la continuación del movimiento depende de la acción continua de una fuerza" al incorporar una fuerza causal que disminuye con el tiempo.

## Subcontinente indio

### Brahmagupta

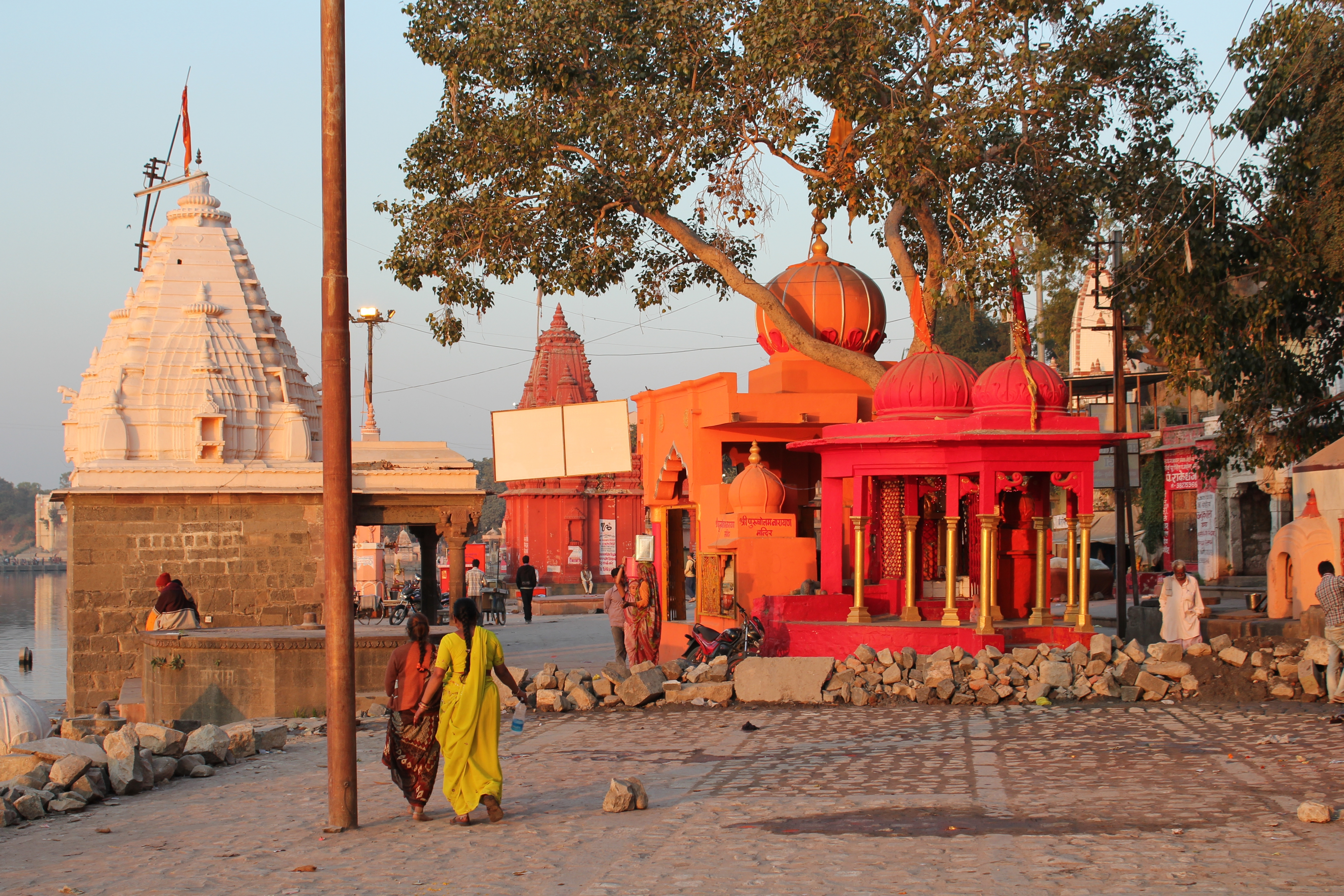
Ujjain, Raj Ghat, hogar de Brahmagupta y Bhaskara.

El matemático y astrónomo indio Brahmagupta (c. 598 – C. 668 d. C.) describió por primera vez la gravedad como una fuerza atractiva, usando el término "gurutvākarṣaṇam (गुरुत्वाकर्षणम्)" para describirla:

La tierra por todos sus lados es la misma; todas las personas en la tierra se mantienen erguidas, y todas las cosas pesadas caen a la tierra por una ley de la naturaleza, porque la naturaleza de la tierra es atraer y retener cosas, como la naturaleza del agua es fluir... Si algo quiere ir más profundo que la tierra, que lo intente. La tierra es lo único bajo, y las semillas siempre regresan a ella, en cualquier dirección que las arrojes, y nunca se elevan hacia arriba de la tierra.

### Bhaskara II
Otro famoso matemático y astrónomo indio Bhaskara II (c. 1114 – C. 1185) describe la gravedad como una propiedad atractiva inherente de la Tierra en la sección Golādhyāyah (Sobre las esferas) de su tratado Siddhānta Shiromani:

La propiedad de la atracción es inherente a la Tierra. Por esta propiedad, la Tierra atrae cualquier cosa pesada sin soporte hacia ella: la cosa parece estar cayendo pero está en un estado de atracción hacia la Tierra.... Es evidente de esto que... las personas situadas a distancias de una cuarta parte de la circunferencia [de la tierra] de nosotros o en el hemisferio opuesto, de ninguna manera pueden caer hacia abajo [en el espacio].

## Mundo islámico

### Ibn Sina

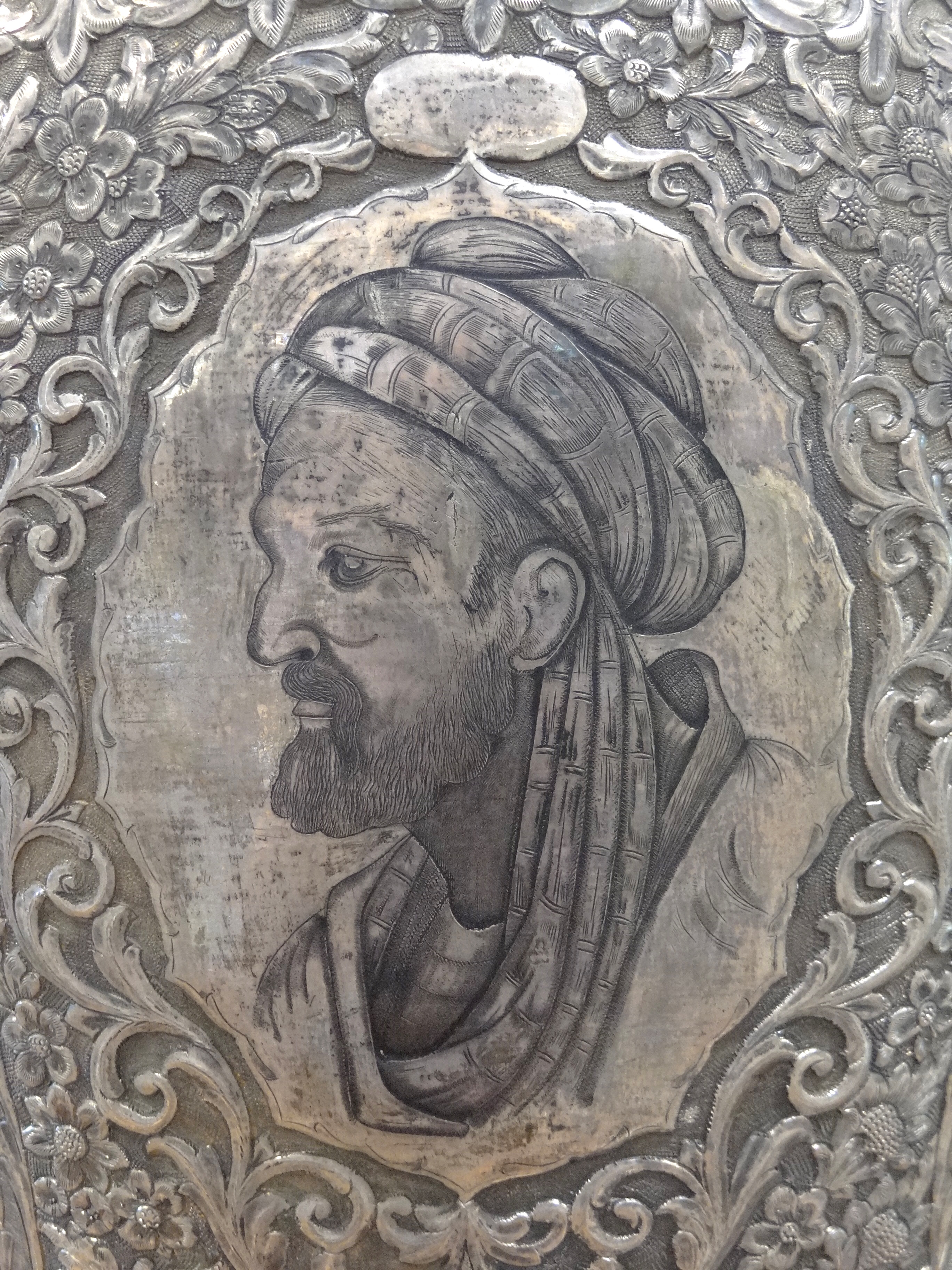
Ibn Sina.

En el siglo XI, el erudito persa Ibn Sina (Avicena) estuvo de acuerdo con la teoría de Filópono de que "el objeto movido adquiere una inclinación del motor" como una explicación del movimiento de proyectil. Ibn Sina luego publicó su propia teoría del ímpetu en El libro de la curación (c. 1020). A diferencia de Filópono, quien creía que era una virtud temporal que declinaría incluso en el vacío, Ibn Sina la veía como una virtud persistente que requería fuerzas externas como la resistencia del aire para disiparla. Ibn Sina hizo una distinción entre 'fuerza' e 'inclinación' (mayl), y argumentó que un objeto gana mayl cuando el objeto está en oposición a su movimiento natural. Llegó a la conclusión de que la continuación del movimiento se atribuye a la inclinación que se transfiere al objeto, y ese objeto estará en movimiento hasta que se agote el mayl. El erudito persa Ibn al-Haytham describe la gravedad como una fuerza en la que el cuerpo más pesado se mueve hacia el centro de la tierra. También describe que la fuerza de la gravedad solo se moverá hacia la dirección del centro de la tierra, no en diferentes direcciones.

### Al-Biruni

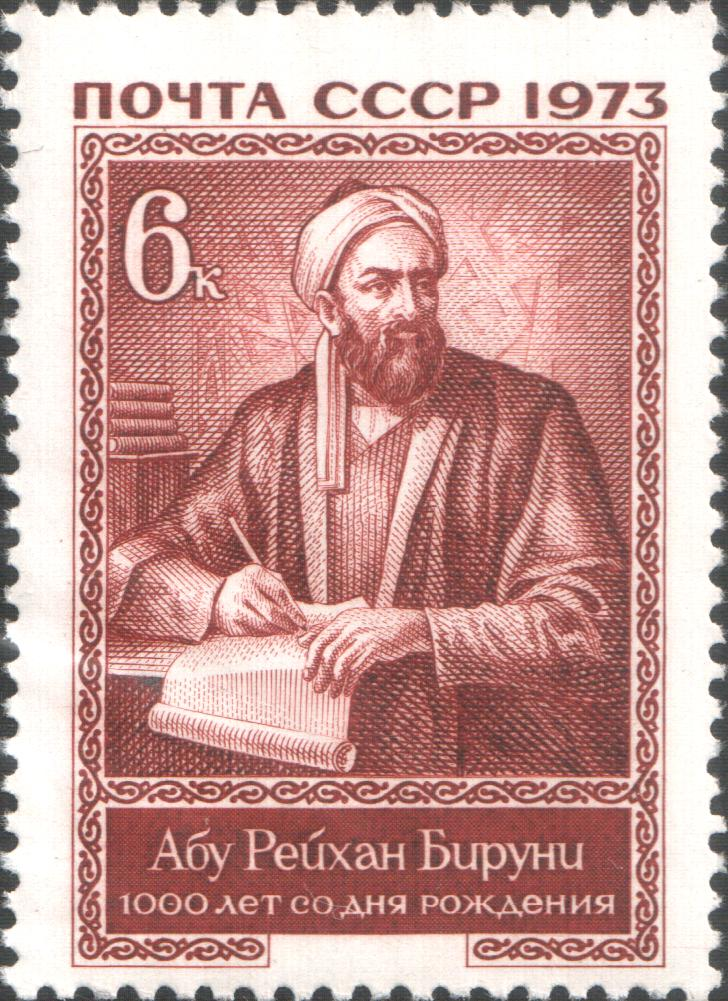
Al-Biruni.

Otro erudito persa del siglo XI, Al-Biruni, propuso que los cuerpos celestes tienen masa, peso y gravedad, al igual que la Tierra. Criticó tanto a Aristóteles como a Ibn Sina por sostener la opinión de que solo la Tierra tiene estas propiedades. El erudito del siglo XII Al-Khazini sugirió que la gravedad que contiene un objeto varía según su distancia desde el centro del universo (refiriéndose al centro de la Tierra). Al-Biruni y Al-Khazini estudiaron la teoría del centro de gravedad y la generalizaron y aplicaron a cuerpos tridimensionales. También fundaron la teoría de la palanca ponderable y crearon la ciencia de la gravedad. También se desarrollaron finos métodos experimentales para determinar la gravedad específica o el peso específico de los objetos, basados en la teoría de las balanzas y el peso.

### Abu'l-Barakāt al-Baghdādī
En el siglo XII, Abu'l-Barakāt al-Baghdādī adoptó y modificó la teoría de Ibn Sina sobre el movimiento de proyectiles. En su Kitab al-Mu'tabar, Abu'l-Barakat afirmó que el motor imparte una inclinación violenta ( mayl qasri ) sobre el móvil y que ésta disminuye a medida que el objeto móvil se aleja del motor. Según Shlomo Pines, la teoría del movimiento de al-Baghdādī era "la negación más antigua de la ley dinámica fundamental de Aristóteles [a saber, que una fuerza constante produce un movimiento uniforme], [y es por lo tanto una] anticipación vaga de la ley fundamental de mecánica clásica [es decir, que una fuerza aplicada continuamente produce aceleración]".

## Renacimiento europeo

### SigloXIV

#### Jean Buridan, Los calculadores de Oxford, Alberto de Sajonia

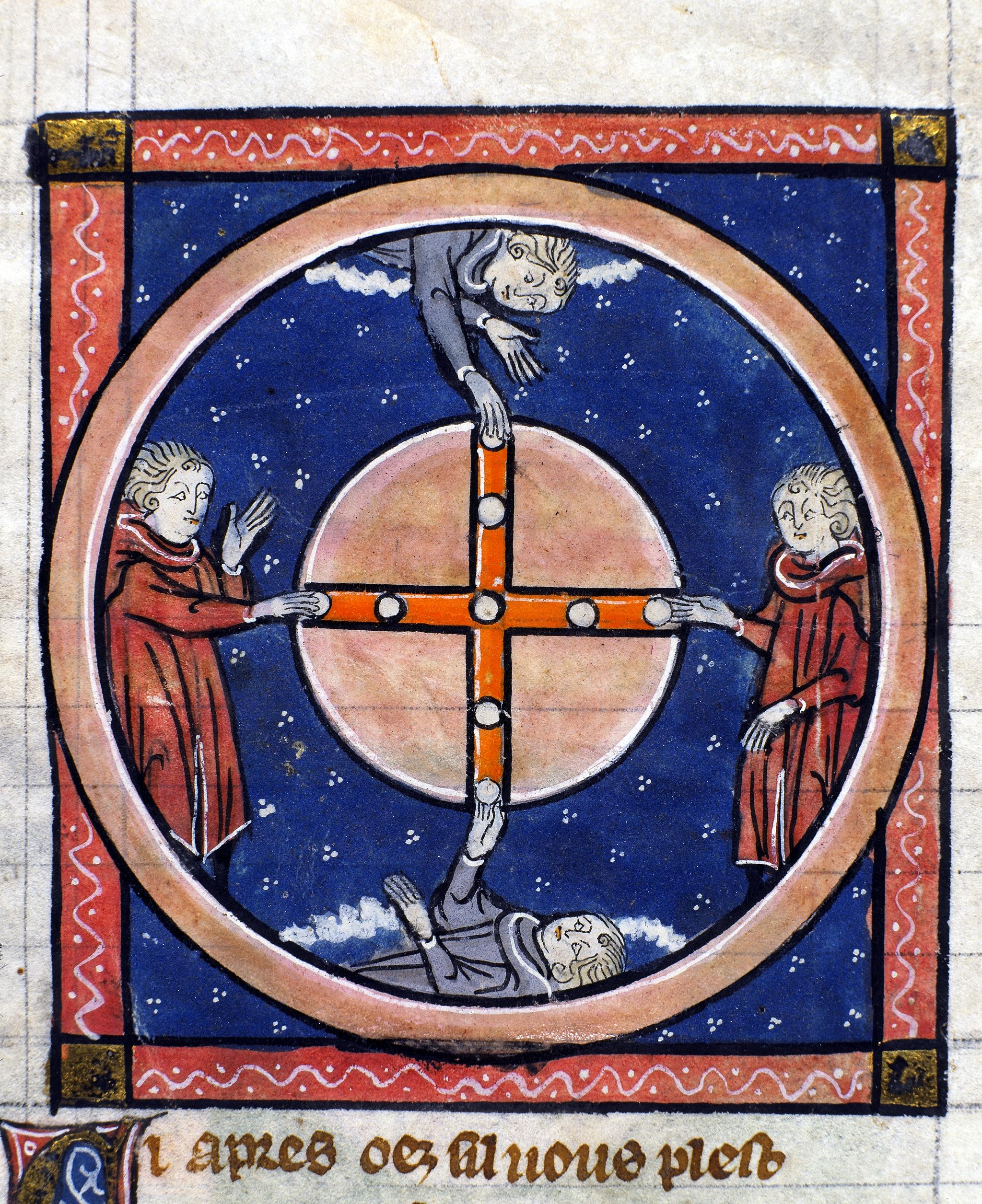
Ilustración medieval del L'Image du monde de Gautier de Metz que muestra la atracción gravitatoría de la Tierra en su antípodas

En el siglo XIV, tanto el filósofo francés Jean Buridan como el Merton College de Oxford rechazaron el concepto aristotélico de la gravedad. Atribuían el movimiento de los objetos a un ímpetu (similar al momento), que varía según la velocidad y la masa; Buridan fue influenciado en esto por el Libro de la Curación de Ibn Sina. Buridan y el filósofo Alberto de Sajonia (c. 1320-1390) adoptó la teoría de Abu'l-Barakat de que la aceleración de un cuerpo que cae es el resultado de su impulso creciente. Influenciado por Buridan, Albert desarrolló una ley de proporción sobre la relación entre la velocidad de un objeto en caída libre y el tiempo transcurrido. También teorizó que las montañas y los valles son causados por la erosión, que desplaza el centro de gravedad de la Tierra. También en ese siglo, el Merton College desarrolló el teorema de la velocidad media, que fue demostrado por Nicole Oresme (c. 1323–1382) y sería influyente en ecuaciones gravitacionales posteriores.

### Siglos XV-XVII cacharro

#### Leonardo da Vinci
Leonardo da Vinci (1452-1519) hizo dibujos que registraban la aceleración de los objetos que caían. Escribió que la "madre y origen de la gravedad" es la energía. Él describe dos pares de poderes físicos que provienen de un origen metafísico y tienen un efecto sobre todo: abundancia de fuerza y movimiento, y gravedad y resistencia. Asocia la gravedad con los elementos clásicos 'fríos', agua y tierra, y llama a su energía infinita. En el Códice Arundel, Leonardo registró que si un jarrón que vierte agua se mueve transversalmente (hacia los lados), simulando la trayectoria de un objeto que cae verticalmente, produce un triángulo rectángulo con la misma longitud de catetos, compuesto por material que forma la hipotenusa y la trayectoria del vaso formando una de las piernas. En la hipotenusa, Leonardo anotó la equivalencia de los dos movimientos ortogonales, uno efectuado por la gravedad y el otro propuesto por el experimentador.

#### Nicolás Copérnico, Pedro Apiano
En 1514, Nicolás Copérnico había escrito de su modelo heliocéntrico en su obra Commentariolus, en el que afirmaba que el centro de la Tierra es el centro tanto de su rotación como de la órbita de la Luna. En 1533, el humanista alemán Pedro Apiano describió el ejercicio de la gravedad:

Como es evidente que en el descenso [a lo largo del arco] se adquiere más impedimento, es claro que la gravedad disminuye por este motivo. Pero debido a que esto ocurre debido a la posición de los cuerpos pesados, llámese gravedad posicional [es decir, gravitas secundum situm]

Francesco Beato y Luca Ghini
Hacia 1544, según Benedetto Varchi, los experimentos de al menos dos italianos habían disipado la afirmación aristotélica de que los objetos caen en proporción a su peso.

#### Domingo de Soto
En 1551, Domingo de Soto sugirió que los objetos en caída libre aceleran uniformemente. Esta idea fue posteriormente explorada con más detalle por Galileo Galilei, quien derivó su cinemática del Merton College y de Jean Buridan; posiblemente también De Soto.

#### Galileo Galilei

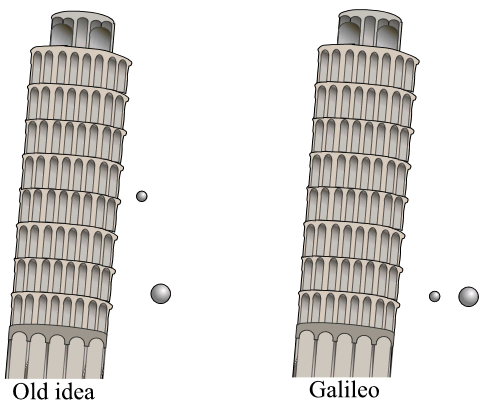
Ilustración del experimento de la Torre inclinada de Pisa de Galileo.

Entre 1589 y 1592, Galileo Galilei dejó caer dos esferas de distintas masas desde la parte alta de la torre inclinada de Pisa para demostrar que el tiempo de descenso es independiente de la masa del cuerpo que cae, negando así la teoría gravitatoria aristotélica. Muchos historiadores cuestionan le veracidad de tal evento y consideran que fue un experimento mental más que una prueba física. Galileo aplicó con éxito las matemáticas a la aceleración de los objetos que caen, formulando correctamente la hipótesis en una carta de 1604 a Paolo Sarpi de que la distancia de un objeto que cae es proporcional al cuadrado del tiempo transcurrido. Galileo sugirió en sus Dos nuevas ciencias (1638) que la ligera variación de la velocidad de caída de objetos de diferente masa se debía a la resistencia del aire, y que los objetos caerían completamente uniformemente en el vacío.
El discípulo de Galileo, Evangelista Torricelli reiteró el modelo de Aristóteles que implicaba un centro gravitatorio y añadió su opinión de que un sistema solo puede estar en equilibrio cuando el centro común mismo no puede caer.

#### Johannes Kepler
Johannes Kepler en su "Astronomia nova" (1609) propuso una fuerza atractiva de radio limitado entre cualquier cuerpo "emparentado":

La gravedad es una disposición corporal mutua entre cuerpos afines para unirse o juntarse; así la tierra atrae a una piedra mucho más de lo que la piedra busca a la tierra. (La facultad magnética es otro ejemplo de este tipo). [...] Si se colocaran dos piedras una cerca de la otra en algún lugar del mundo fuera de la esfera de influencia de un tercer cuerpo afín, estas piedras, como dos cuerpos magnéticos, se juntarían en un lugar intermedio, cada una aproximándose a la otra por un espacio proporcional a el grueso [moles] del otro...

## Ilustración europea
La relación de la distancia de los objetos en caída libre al cuadrado del tiempo empleado fue confirmada por Francesco Maria Grimaldi y Giovanni Battista Riccioli entre 1640 y 1650. También hicieron un cálculo de la constante de la gravedad de la Tierra registrando las oscilaciones de un péndulo.

### Explicaciones mecánicas
En 1644, René Descartes propuso que no puede existir ningún espacio vacío y que un continuo de materia hace que todo movimiento sea curvilíneo. Por lo tanto, la fuerza centrífuga empuja la materia relativamente ligera lejos de los vórtices centrales de los cuerpos celestes, reduciendo la densidad localmente y creando así una presión centrípeta. Utilizando aspectos de esta teoría, entre 1669 y 1690, Christiaan Huygens diseñó un modelo de vórtice matemático. En una de sus demostraciones, muestra que la distancia recorrida por un objeto que se deja caer desde una rueda giratoria aumentará proporcionalmente al cuadrado del tiempo de rotación de la rueda. En 1671, Robert Hooke especuló que la gravitación es el resultado de cuerpos que emiten ondas en el éter. Nicolas Fatio de Duillier (1690) y Georges-Louis Le Sage (1748) propusieron un modelo corpuscular utilizando algún tipo de mecanismo de proyección o sombra. En 1784, Le Sage postuló que la gravedad podría ser el resultado de la colisión de átomos y, a principios del siglo XIX, amplió la teoría de la presión corpuscular de Daniel Bernoulli al universo en su conjunto. Más tarde, Hendrik Lorentz creó un modelo similar (1853-1928), quien utilizó radiación electromagnética en lugar de corpúsculos.
El matemático inglés Isaac Newton utilizó el argumento de Descartes de que el movimiento curvilíneo restringe la inercia, y en 1675 argumentó que las corrientes de éter atraen a todos los cuerpos entre sí. Newton (1717) y Leonard Euler (1760) propusieron un modelo en el que el éter pierde densidad cerca de la masa, lo que lleva a una fuerza neta que actúa sobre los cuerpos.[cita requerida] Se crearon más explicaciones mecánicas de la gravitación (incluida la teoría de Le Sage) entre 1650 y 1900 para explicar la teoría de Newton, pero los modelos mecanicistas finalmente cayeron en desgracia porque la mayoría de ellos conducen a una cantidad inaceptable de arrastre (resistencia del aire), que no se observó. Otros violan la ley de conservación de la energía y son incompatibles con la termodinámica moderna.

### 'Peso' antes de Newton
Antes de Newton, el peso tiene el doble significado de cantidad y pesadez.

Lo que ahora conocemos como masa hasta la época de Newton se llamaba "peso". ... Un orfebre creía que una onza de oro era una cantidad de oro. ... Pero los antiguos creían que una balanza de viga también medía la "pesadez" que reconocían a través de sus sentidos musculares. ... Se creía que la masa y su fuerza descendente asociada eran lo mismo.
Kepler formó un concepto [distinto] de masa ("cantidad de materia" (copia materiae)), pero lo llamó "peso" como todos en ese momento.
 — 
 K.M. Browne El significado pre-newtoniano de la palabra "peso"

### Masa a diferencia del peso
En 1686, Newton le dio su nombre al concepto de masa. En el primer párrafo de Principia, Newton definió cantidad de materia como "densidad y volumen conjuntamente", y masa como cantidad de materia. 

La cantidad de materia es la medida de la misma, derivada de su densidad y volumen conjuntamente. ... Es esta cantidad a la que me refiero en adelante en todas partes bajo el nombre de cuerpo o masa. Y lo mismo se sabe por el peso de cada cuerpo; porque es proporcional al peso.
— Isaac Newton Principios matemáticos de la filosofía natural

### Ley de Newton

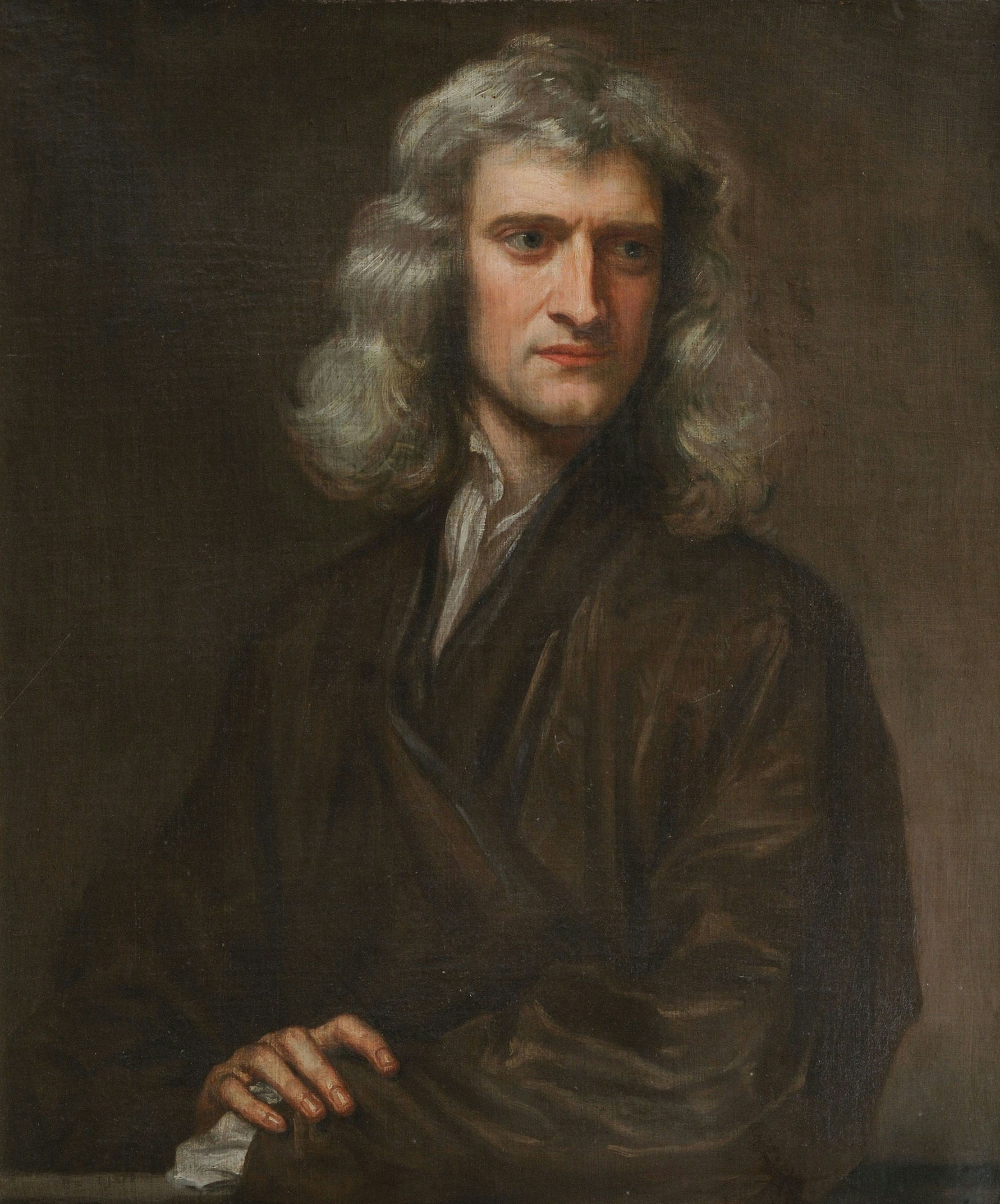
Retrato de Isaac Newton (1642-1727) por Godfrey Kneller (1689).

En 1679, Robert Hooke le escribió a Isaac Newton sobre su hipótesis sobre el movimiento orbital, que depende en parte de una fuerza inversa al cuadrado de su distancia de separación. En 1684, tanto Hooke como Newton le dijeron a Edmond Halley que habían probado la ley del inverso del cuadrado del movimiento planetario, en enero y agosto, respectivamente. Si bien Hooke se negó a producir sus pruebas, Newton se vio obligado a componer De motu corporum in gyrum ('Sobre el movimiento de los cuerpos en una órbita'), en el que deriva matemáticamente las leyes del movimiento planetario de Kepler. En 1687, con el apoyo de Halley (y para consternación de Hooke), Newton publicó Philosophiæ Naturalis Principia Mathematica (Principios matemáticos de la filosofía natural), que plantea la hipótesis de la ley del cuadrado inverso de la gravitación universal. En sus propias palabras:

Deduje que las fuerzas que mantienen a los planetas en sus órbitas deben ser recíprocas como los cuadrados de sus distancias desde los centros alrededor de los cuales giran; y por lo tanto comparó la fuerza requerida para mantener la luna en su orbe con la fuerza de la gravedad en la superficie de la tierra; y encontré que casi respondían.

La fórmula original de Newton era:
{\displaystyle {\rm {Fuerza\,de\,la\,gravedad}}\propto {\frac {\rm {masa\,del\,objecto\,1\,\times \,masa\,del\,objecto\,2}}{\rm {distancia\,de\,los\,centros^{2}}}}}
donde el símbolo {\displaystyle \propto } significa "es proporcional a". Para convertir esto en una fórmula o ecuación de lados iguales, era necesario que hubiera un factor multiplicador o una constante que diera la fuerza de gravedad correcta sin importar el valor de las masas o la distancia entre ellas (la constante gravitacional). Newton necesitaría una medida precisa de esta constante para demostrar su ley del inverso del cuadrado. Esto fue realizado por primera vez por Henry Cavendish en 1797.
En la teoría de Newton (reescrita usando matemáticas más modernas) la densidad de masa {\displaystyle \rho \,} genera un campo escalar, el potencial gravitacional {\displaystyle \varphi \,} en julios por kilogramo, por
{\displaystyle {\partial ^{2}\varphi  \over \partial x^{j}\,\partial x^{j}}=4\pi G\rho \,.}
Usando el operador Nabla {\displaystyle \nabla } para el gradiente y la divergencia (derivadas parciales), esto se puede escribir convenientemente como:
{\displaystyle \nabla ^{2}\varphi =4\pi G\rho \,.}
Este campo escalar gobierna el movimiento de una partícula en caída libre por:
{\displaystyle {d^{2}x^{j} \over dt^{2}}=-{\partial \varphi  \over \partial x^{j}\,}.}
A la distancia r de una masa aislada M, el campo escalar es
{\displaystyle \varphi =-{\frac {GM}{r}}\,.}
Los Principia se agotaron rápidamente, lo que inspiró a Newton a publicar una segunda edición en 1713. El tratado inspiró al filósofo francés Voltaire a escribir su propio libro explicando aspectos del mismo en 1738, lo que ayudó a popularizar la teoría de Newton. En 1755, el filósofo prusiano Immanuel Kant publicó un manuscrito cosmológico basado en principios newtonianos, en el que desarrolla la hipótesis nebular . En 1788, Joseph-Louis Lagrange introdujo una formulación mejorada de la mecánica clásica. Ninguna versión tiene en cuenta los efectos relativistas, ya que aún no se habían descubierto. Aun así, se cree que la teoría de Newton es excepcionalmente precisa en el límite de campos gravitatorios débiles y velocidades bajas.
La teoría de Newton disfrutó de su mayor éxito cuando se utilizó para predecir la existencia de Neptuno basándose en los movimientos de Urano que no podían explicarse por las acciones de los otros planetas. Los cálculos de John Couch Adams y Urbain Le Verrier predijeron la posición general del planeta. En 1846, Le Verrier envió su posición a Johann Gottfried Galle, pidiéndole que la verificara. La misma noche, Galle vio a Neptune cerca de la posición que había predicho Le Verrier. A fines del siglo XIX, Le Verrier demostró que la órbita de Mercurio no podía explicarse por completo bajo la gravedad newtoniana, y todas las búsquedas de otro cuerpo perturbador (como un planeta que orbitara alrededor del Sol incluso más cerca que Mercurio) fueron infructuosas.
A finales del siglo XIX, muchos intentaron combinar la ley de fuerza de Newton con las leyes establecidas de la electrodinámica (como las de Wilhelm Eduard Weber, Carl Friedrich Gauss y Bernhard Riemann ) para explicar la precesión anómala del perihelio de Mercurio. En 1890, Maurice Lévy lo logró al combinar las leyes de Weber y Riemann, según las cuales la velocidad de la gravedad es igual a la velocidad de la luz. En otro intento, Paul Gerber (1898) logró derivar la fórmula correcta para el desplazamiento del perihelio (que era idéntica a la fórmula utilizada posteriormente por Albert Einstein ). Estas hipótesis fueron rechazadas debido a las leyes obsoletas en las que se basaban, siendo reemplazadas por las de James Clerk Maxwell .

## Era moderna
En 1900, Hendrik Lorentz trató de explicar la gravedad sobre la base de su teoría del éter y las ecuaciones de Maxwell . Asumió, como Ottaviano Fabrizio Mossotti y Johann Karl Friedrich Zöllner, que la atracción de partículas cargadas opuestas es más fuerte que la repulsión de partículas cargadas iguales. La fuerza neta resultante es exactamente lo que se conoce como gravitación universal, en la que la velocidad de la gravedad es la de la luz. Lorentz calculó que el valor del avance del perihelio de Mercurio era demasiado bajo.
A fines del siglo XIX, Lord Kelvin consideró la posibilidad de una teoría del todo. Propuso que todo cuerpo pulsa, lo que podría ser una explicación de la gravitación y las cargas eléctricas. Sus ideas eran en gran medida mecanicistas y requerían la existencia del éter, que el experimento de Michelson-Morley no pudo detectar en 1887. Esto, combinado con el principio de Mach, condujo a modelos gravitacionales que presentan acción a distancia.
Albert Einstein desarrolló su revolucionaria teoría de la relatividad en artículos publicados en 1905 y 1915; estos explican la precesión del perihelio de Mercurio. En 1914, Gunnar Nordström intentó unificar la gravedad y el electromagnetismo en su teoría de la gravitación de cinco dimensiones. La relatividad general se demostró en 1919, cuando Arthur Eddington observó lentes gravitacionales alrededor de un eclipse solar, lo que coincidía con las ecuaciones de Einstein. Esto dio como resultado que la teoría de Einstein reemplazara a la física newtoniana. A partir de entonces, el matemático alemán Theodor Kaluza promovió la idea de la relatividad general con una quinta dimensión, que en 1921 el físico sueco Oskar Klein dio una interpretación física en una teoría de cuerdas prototípica, un posible modelo de gravedad cuántica y teoría potencial del todo.

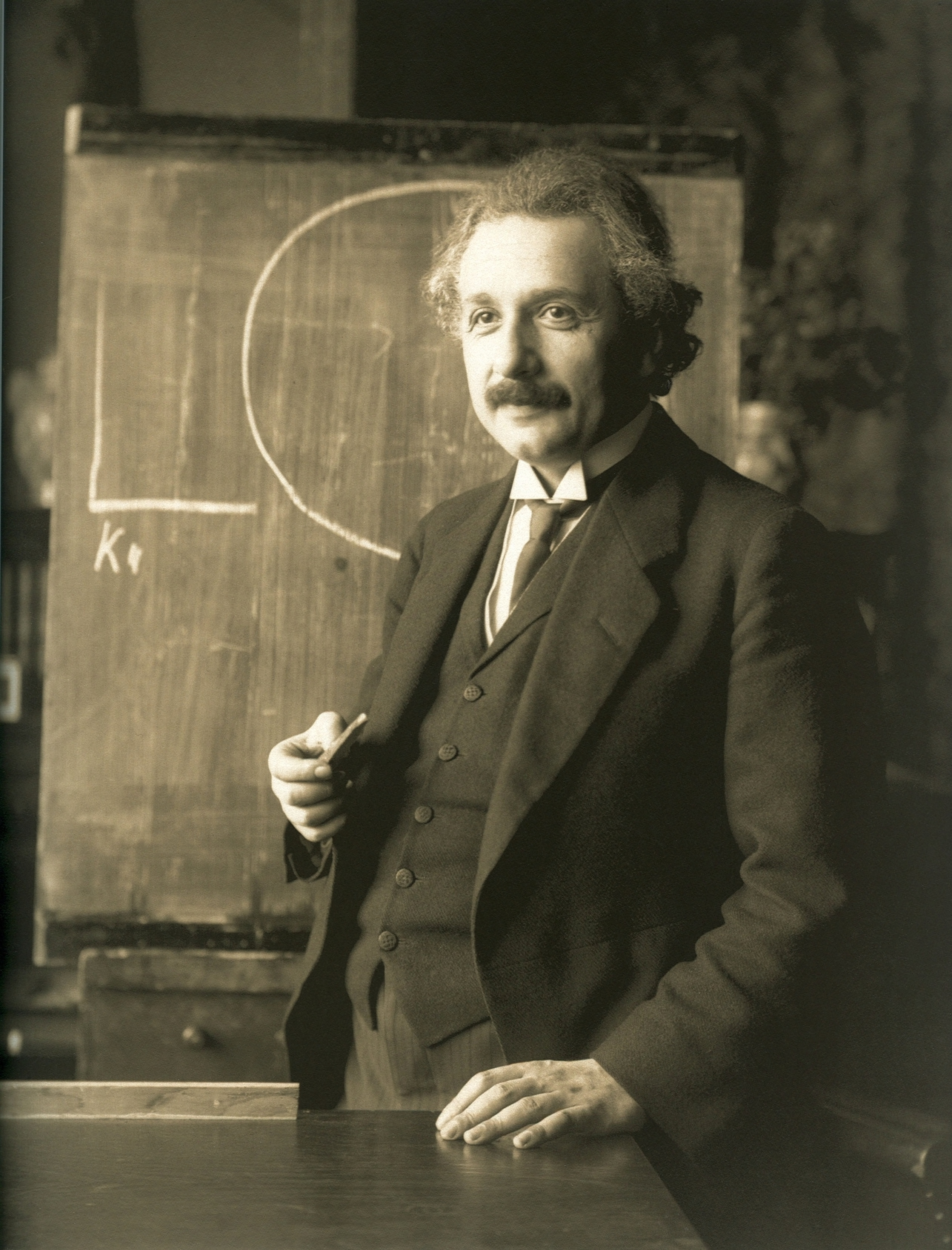
Albert Einstein en 1921

Las ecuaciones de campo de Einstein incluyen una constante cosmológica para dar cuenta de la supuesta estática del universo. Sin embargo, Edwin Hubble observó en 1929 que el universo parece estar en expansión. En la década de 1930, Paul Dirac desarrolló la hipótesis de que la gravitación debería disminuir lenta y constantemente a lo largo de la historia del universo. Alan Guth y Alexei Starobinsky propusieron en 1980 que lainflación cósmica en el universo primitivo podría haber sido impulsada por un campo de presión negativa, un concepto que luego se acuñó como "energía oscura", que en 2013 se descubrió que compuso alrededor del 68,3% del universo primitivo.
En 1922, Jacobus Kapteyn propuso la existencia de la materia oscura, una fuerza invisible que mueve las estrellas en las galaxias a velocidades más altas que las que explica la gravedad por sí sola. En 2013 se descubrió que comprendía el 26,8% del universo primitivo. Junto con la energía oscura, la materia oscura es un valor atípico en la relatividad de Einstein, y una explicación de sus efectos aparentes es un requisito para una teoría exitosa del todo.
En 1957, Hermann Bondi propuso que la masa gravitatoria negativa (combinada con la masa inercial negativa) cumpliría con el principio de equivalencia fuerte de la relatividad general y leas leyes del movimiento de Newton. La prueba de Bondi arrojó soluciones libres de singularidad para las ecuaciones de la relatividad.
Las primeras teorías de la gravedad intentaron explicar las órbitas planetarias (Newton) y órbitas más complicadas (por ejemplo, Lagrange). Luego vinieron intentos fallidos de combinar la gravedad y las teorías ondulatorias o corpusculares de la gravedad. Todo el panorama de la física cambió con el descubrimiento de las transformaciones de Lorentz, y esto condujo a intentos de reconciliarlo con la gravedad. Al mismo tiempo, los físicos experimentales comenzaron a probar los fundamentos de la gravedad y la relatividad: la invariancia de Lorentz, la desviación gravitacional de la luz, el experimento de Eötvös. Estas consideraciones llevaron al desarrollo de la relatividad general y lo superaron.

### Einstein (1905, 1908, 1912)
En 1905, Albert Einstein publicó una serie de artículos en los que estableció la teoría especial de la relatividad y el hecho de que la masa y la energía son equivalentes. En 1907, en lo que describió como "el pensamiento más feliz de mi vida", Einstein se dio cuenta de que alguien que está en caída libre no experimenta campo gravitatorio. En otras palabras, la gravitación es exactamente equivalente a la aceleración.
La publicación en dos partes de Einstein en 1912 (y antes en 1908) es realmente importante solo por razones históricas. Para entonces sabía del corrimiento al rojo gravitatorio y la desviación de la luz. Se había dado cuenta de que las transformaciones de Lorentz no son generalmente aplicables, pero las retuvo. La teoría establece que la velocidad de la luz es constante en el espacio libre pero varía en presencia de materia. Solo se esperaba que la teoría se mantuviera cuando la fuente del campo gravitatorio es estacionaria. Incluye el principio de mínima acción:
{\displaystyle \delta \int d\tau =0\,}
{\displaystyle {d\tau }^{2}=-\eta _{\mu \nu }\,dx^{\mu }\,dx^{\nu }\,}
dónde {\displaystyle \eta _{\mu \nu }\,} es la métrica de Minkowski, y hay una suma de 1 a 4 sobre los índices {\displaystyle \mu \,} y {\displaystyle \nu \,}.
Einstein y Grossmann incluye geometría riemanniana y cálculo tensorial .
{\displaystyle \delta \int d\tau =0\,}
{\displaystyle {d\tau }^{2}=-g_{\mu \nu }\,dx^{\mu }\,dx^{\nu }\,}
Las ecuaciones de la electrodinámica coinciden exactamente con las de la relatividad general. La ecuación
{\displaystyle T^{\mu \nu }=\rho {dx^{\mu } \over d\tau }{dx^{\nu } \over d\tau }\,}
no está en la relatividad general. Expresa el tensor tensión-energía en función de la densidad de la materia.

### Modelos invariantes de Lorentz (1905-1910)
Basándose en el principio de la relatividad, Henri Poincaré (1905, 1906), Hermann Minkowski (1908) y Arnold Sommerfeld (1910) intentaron modificar la teoría de Newton y establecer una ley gravitatoria invariante de Lorentz, en la que la velocidad de la gravedad es la de luz. Como en el modelo de Lorentz, el valor del avance del perihelio de Mercurio era demasiado bajo.

### Abrahán (1912)
Mientras tanto, Max Abraham desarrolló un modelo alternativo de gravedad en el que la velocidad de la luz depende de la intensidad del campo gravitatorio y, por lo tanto, es variable en casi todas partes. Se dice que la revisión de Abraham de los modelos de gravitación de 1914 es excelente, pero su propio modelo era deficiente.

### Nordström (1912)
El primer enfoque de Nordström (1912) fue retener la métrica de Minkowski y un valor constante de {\displaystyle c\,} pero dejar que la masa dependa de la fuerza del campo gravitatorio {\displaystyle \varphi \,}. Permitiendo que esta intensidad de campo satisfaga
{\displaystyle \Box \varphi =\rho \,}
dónde {\displaystyle \rho \,} es energía de masa en reposo y {\displaystyle \Box \,} es el d'Alembertiano,
{\displaystyle m=m_{0}\exp \left({\frac {\varphi }{c^{2}}}\right)\,}
dónde {\displaystyle m_{0}} es la masa cuando el potencial gravitatorio desaparece y,
{\displaystyle -{\partial \varphi  \over \partial x^{\mu }}={\dot {u}}_{\mu }+{u_{\mu } \over c^{2}{\dot {\varphi }}}\,}
dónde {\displaystyle u\,} es la velocidad de cuatro y el punto es un diferencial con respecto al tiempo.
El segundo enfoque de Nordström (1913) se recuerda como la primera teoría relativista de campo de la gravitación lógicamente consistente jamás formulada. (nota de País no de Nordström):
{\displaystyle \delta \int \psi \,d\tau =0\,}
{\displaystyle {d\tau }^{2}=-\eta _{\mu \nu }\,dx^{\mu }\,dx^{\nu }\,}
dónde {\displaystyle \psi \,} es un campo escalar,
{\displaystyle -{\partial T^{\mu \nu } \over \partial x^{\nu }}=T{1 \over \psi }{\partial \psi  \over \partial x_{\mu }}\,}
Esta teoría es invariante de Lorentz, satisface las leyes de conservación, reduce correctamente al límite newtoniano y satisface el principio de equivalencia débil.

### Einstein y Fokker (1914)
Esta teoría es el primer tratamiento de la gravitación de Einstein en el que se obedece estrictamente la covarianza general. Escribiendo:
{\displaystyle \delta \int ds=0\,}
{\displaystyle {ds}^{2}=g_{\mu \nu }\,dx^{\mu }\,dx^{\nu }\,}
{\displaystyle g_{\mu \nu }=\psi ^{2}\eta _{\mu \nu }\,}
relacionan a Einstein-Grossmann con Nordström. También afirman:
{\displaystyle T\,\propto \,R\,.}
Es decir, la traza del tensor de energía de tensión es proporcional a la curvatura del espacio.
Entre 1911 y 1915, Einstein desarrolló la idea de que la gravitación es equivalente a la aceleración, establecida inicialmente como el principio de equivalencia, en su teoría general de la relatividad, que fusiona las tres dimensiones del espacio y la dimensión única del tiempo en el tejido tetradimensional de espaciotiempo. Sin embargo, no unifica la gravedad con los cuantos, partículas individuales de energía, cuya existencia había postulado el mismo Einstein en 1905.

### Relatividad general

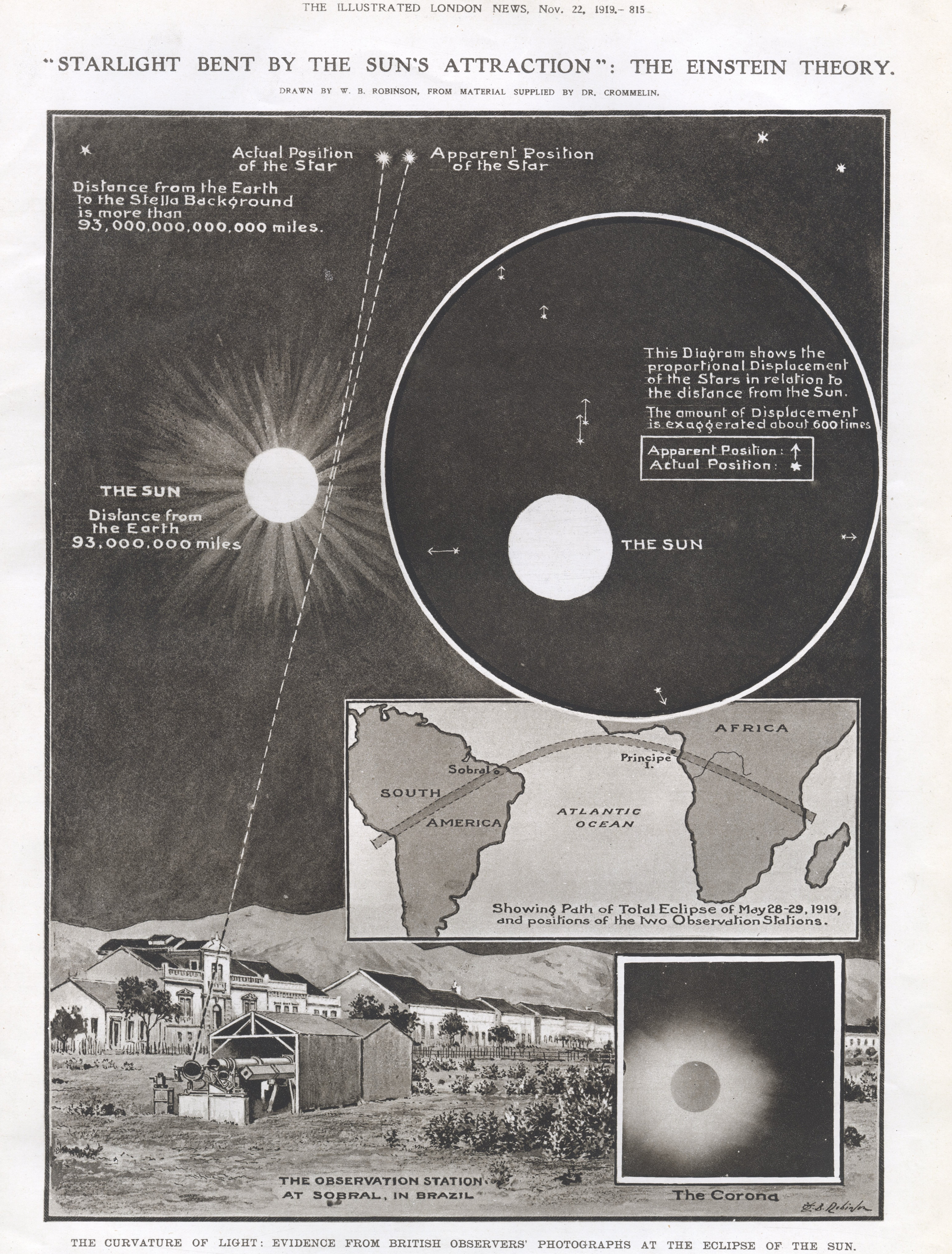
Ilustración que explica la relevancia del eclipse solar total del 29 de mayo de 1919, de la edición del 22 de noviembre de 1919 de The Illustrated London News

En relatividad general, los efectos de la gravitación se atribuyen a la curvatura del espacio-tiempo en lugar de a una fuerza. El punto de partida de la relatividad general es el principio de equivalencia, que equipara la caída libre con el movimiento inercial. El problema que esto crea es que los objetos en caída libre pueden acelerarse entre sí. Para hacer frente a esta dificultad, Einstein propuso que el espacio-tiempo es curvado por la materia, y que los objetos en caída libre se mueven a lo largo de trayectorias localmente rectas en el espacio-tiempo curvo. Más concretamente, Einstein y David Hilbert descubrieron las ecuaciones de campo de la relatividad general, que relacionan la presencia de materia y la curvatura del espacio-tiempo. Estas ecuaciones de campo son un conjunto de 10 ecuaciones diferenciales no lineales simultáneas. Las soluciones de las ecuaciones de campo son los componentes del tensor métrico del espacio-tiempo, que describe su geometría. Los caminos geodésicos del espacio-tiempo se calculan a partir del tensor métrico.
Las soluciones notables de las ecuaciones de campo de Einstein incluyen:
- La solución de Schwarzschild, que describe el espacio-tiempo que rodea a un objeto masivo esféricamente simétrico, sin rotación y sin carga. Para objetos con radios más pequeños que el radio de Schwarzschild, esta solución genera un agujero negro con una singularidad central.
- La solución de Reissner-Nordström, en la que el objeto central tiene una carga eléctrica. Para cargas con una longitud geometrizada menor que la longitud geometrizada de la masa del objeto, esta solución produce agujeros negros con un horizonte de eventos que rodea un horizonte de Cauchy .
- La solución de Kerr para la rotación de objetos masivos. Esta solución también produce agujeros negros con múltiples horizontes.
- La solución cosmológica de Robertson-Walker, que predice la expansión del universo.

La relatividad general ha disfrutado de mucho éxito porque sus predicciones (no exigidas por las antiguas teorías de la gravedad) se han confirmado periódicamente. Por ejemplo:
- La relatividad general explica la precesión anómala del perihelio de Mercurio.[92]
- Las lentes gravitatorias se confirmaron por primera vez en 1919 y, más recientemente, se confirmaron con fuerza mediante el uso de un cuásar que pasa detrás del Sol visto desde la Tierra.
- La expansión del universo (predicha por la métrica de Robertson-Walker ) fue confirmada por Edwin Hubble en 1929.
- La predicción de que el tiempo corre más lento a potenciales más bajos ha sido confirmada por el experimento de Pound-Rebka, el experimento de Hafele-Keating y el GPS.
- Irwin Shapiro identificó por primera vez el tiempo de retraso de la luz que pasa cerca de un objeto masivo en 1964 en señales de naves espaciales interplanetarias.
- La radiación gravitacional se ha confirmado indirectamente a través de estudios de púlsares binarios como PSR 1913+16.
  - En 2015, los experimentos LIGO detectaron directamente la radiación gravitacional de dos agujeros negros en colisión, lo que la convierte en la primera observación directa de ondas gravitacionales y agujeros negros.[107]

Se cree que las fusiones de estrellas de neutrones (desde que se detectaron en 2017) y la formación de agujeros negros también pueden crear cantidades detectables de radiación gravitacional.

### Gravedad cuántica
Varias décadas después del descubrimiento de la relatividad general, se dio cuenta de que no puede ser la teoría completa de la gravedad porque es incompatible con la mecánica cuántica. Más tarde se entendió que es posible describir la gravedad en el marco de la teoría cuántica de campos como las otras fuerzas fundamentales. En este marco, la fuerza de atracción de la gravedad surge debido al intercambio de gravitones virtuales, de la misma manera que la fuerza electromagnética surge del intercambio de fotones virtuales. Esto reproduce la relatividad general en el límite clásico, pero solo en el nivel linealizado y postulando que se cumplen las condiciones para la aplicabilidad del teorema de Ehrenfest, lo que no siempre es el caso. Además, este enfoque falla en distancias cortas del orden de la longitud de Planck.
Modelos teóricos como la teoría de cuerdas y la gravedad cuántica de bucles son candidatos actuales para una posible 'teoría del todo'.